# Микитинська вулиця
Микитинська вулиця (Катеринська, за часів Російської імперії) — історична центральна вулиця у місті Нікополь. Зараз вона пролягає від Вулиці Віктора Усова до Гетьманської вулиці і є лише частиною від історичної довжини вулиці.

## 100 років тому, поміж часу, і зараз

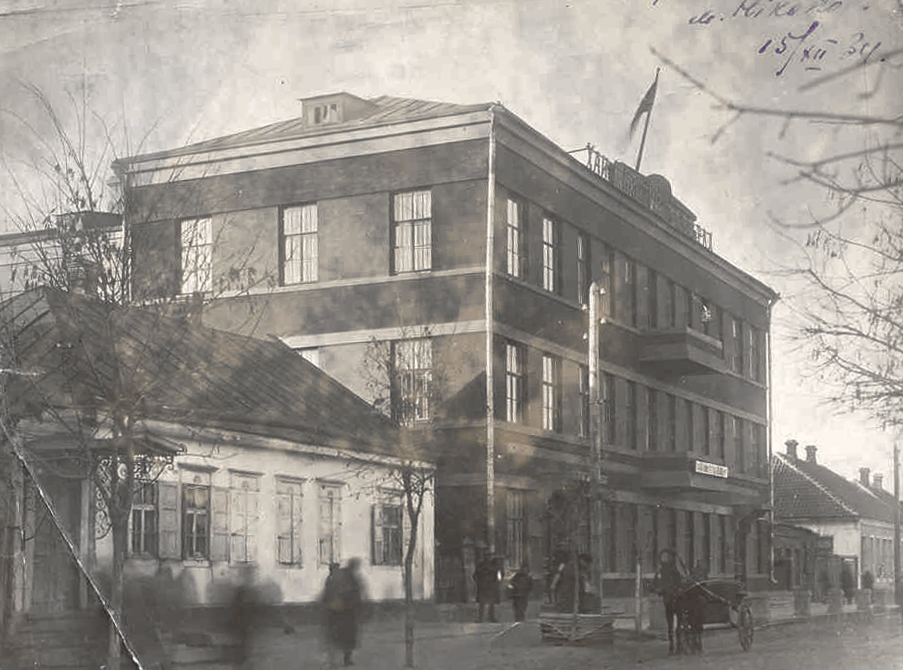
Будівля міськради, 1934

100 років тому, - це була головна вулиця в місті. Вона починалася від "шоп-ринку", перетинала місто з півдня на північ і закінчувалася біля залізничного переїзду по дорозі в губернський центр - Катеринослав. Звідси і назва вулиці, самої упорядкованої і гарної в той час в Нікополі, першої в місті, вимощеної гранітним каменем - бруківкою.
На початку вулиці (Микитинська, 2), в будинку, що зберігся до нашого часу, розміщувалося Нікопольське волосне управління, де вирішувалися всі сільськогосподарські питання в регіоні. До складу Нікопольської волості входили приміські села: Лапинка, Сулицьке, Довгалівка, Новопавлівка. Мешканці цих сіл - селяни - мали земельні наділи на правах приватної власності, а також орендували землю у місцевих поміщиків: Нечаєва, Кордубана, Євтеєва, Шишкіна, Бабушкіна, Черниця, Неплюєва, а також в економії Великого князя Михайла Романова, який володів земельними угіддями в районі сіл Капулівки і Покровського. На чолі Волосного Управління стояв Старшина, відмітним знаком якого була велика мідна бляха на грудях. Помічниками Старшини служили десяцькі. Волосним писарем працював Л. А. Николаєнко, сільськими писарями - Тізик, Криворучко, Дядик, Шавло. Всі посади у Волосній Управі були виборними.
Міська Дума розміщувалася на розі вулиць Катеринославської і Думської (тепер Отаманська вулиця). Тут вирішувалися внутрішньоміські господарські проблеми. Голова, секретар, члени Думи - обиралися городянами. Відомі прізвища: Ветчинкіна, Ганіна, які до Революції займали посади Голів Думи. Секретарем Думи працював Сікорський. Після Революції в будівлі Міської Думи розміщувався клуб імені Лепсе (Заводу Леніна). На самому початку Другої Світової війни клуб Лепсе був зруйнований. На місці колишньої думи - тепер жилий будинок і продовольчий магазин.
Окрасою Катеринославської вулиці і всього міста, звісно, були два православних храми - Свято-Покровський (був побудований в 1795 році і зруйнований в 1934 році) і Спасо-Преображенський (побудований в 1898 р., що діє в даний час) собори. Зараз, на місці Свято-Покровського собору, побудована маленька каплиця, що затуляла комуністичного ідола - Лєніна. 
В одному з найкрасивіших будівель у місті (Микитинська, 3) працювала семикласна міська гімназія (директор П. І. Зубов). Після революції вона була реорганізована в комісаріатську трудову школу № 5. Пізніше, в цьому приміщенні працював педтехнікум, педінститут, учительський інститут, педучилище, а на початку 2000-х - майстерня з ремонту взуття.
Приватна семикласна жіноча гімназія мадам А. М. Стіфел (Катеринославська, 23/ тепер Херсонська вулиця, 5) славилася високим рівнем викладання і виховання, вважалася елітним навчальним закладом у місті. Після революції в цій будівлі розміщувалися військові частини, дитячий садок, зараз - Нікопольське медичне училище.
Навпроти гімназії працювала друкарня Вайнштейна, далі - фотоательє Бєлікова, Антоновича, Мальта, перукарні: Сухомлинова, Могильовського, Макарова, приватні лікарні Ямпільського і Горнштейна.
Уздовж Катеринославської вулиці розташовувалися і промислові підприємства міста - завод сільськогосподарських знарядь Каршевських (нині Старий майданчик заводу Леніна) і цегельний завод Королькова (нині завод "Керамік"). 
Торговим центром Нікополя була Базарна площа - теперішня площа Богдана Хмельницького. Взамін згорілого дерев'яного пасажу був побудований капітальний цегляний, з численними лавками всередині. Критого ринку нікопольці дали назву «шоп» - похідне від (англ. «Shop») - магазин, торгове підприємство. Жвава торгівля велася тут з ранку до вечора в будь-яку погоду і в усі пори року. зараз, будова "шопу" у жахливому стані, і потребує капітальної реставрації і реновації.
На «Базарній площі», геть до будинку купця Гусєва (колишня будівля міського музею, зараз злочинно зруйноване), в базарні дні стояли ряди возів з сіном, соломою, дровами, овочами, фруктами, кавунами, динями та іншими товарами для продажу. По обидві сторони площі розміщувалися торгові ряди: десятки спеціалізованих магазинів, крамниць, майстерень, питних закладів, буфетів. Славилися своїми товарами м'ясники і ковбасники: Суханов, Кузнецов, Білий. Свіже пиво, смачна їжа, чемні офіціанти були в ресторані Михайла Фрума, в буфетах Вателеєва, Фітерсона...
Популярним в місті був танцювальний клас Я.Б. Тарковського, де за помірну плату молодь навчалася бальних танців, ввічливості, невимушеності, хорошому тону, вишуканим манерам - просто культурній поведінці в суспільстві. 
Вечорами, особливо, в суботу, неділю, в святкові дні молодь і дорослі збиралися біля Покровського собору на відрізку вулиці Катеринославської (нині Микитинська) від вул. Херсонської до Думській вулиці (нині Отаманська).
Туди приходили «на людей подивитися і себе показати». Тут призначалися ділові зустрічі, любовні побачення. Проводилися Міською Думою різні заходи: масові гуляння, «День ромашки», лотерея-алегрі, кружечні збори на користь поранених солдатів, які потребують учнів, тощо. У «День ромашки» молодь ходила з гуртками, збирала гроші на благодійні цілі, приколювали квітки ромашки тим, хто жертвував. У лотереї-алегрі (від італійського «будьте веселі» - такий напис робився на порожньому квитку) розіграші проводилися відразу після покупки квитка. Одного разу, серед речових виграшів, в числі цінних призів була розіграна корова.